# Estación de El Valle
El Valle fue una estación de ferrocarril situada en el municipio español de Minas de Riotinto, en la provincia de Huelva. Las instalaciones, que formaban parte de uno de los ramales del ferrocarril de Riotinto, estuvieron operativas entre 1904 y 1968. En la actualidad el antiguo complejo se encuentra desmantelado.

## Historia
En 1901 el Estado autorizó la concesión a la Rio Tinto Company Limited (RTC) para la construcción de un trazado que enlazase la vía general del ferrocarril de Riotinto con diversas poblaciones mineras de la zona. La estación de El Valle fue inaugurada en 1904 y formaba parte del ramal que iba desde el nudo ferroviario de Río Tinto-Estación a Zalamea la Real. Este trazado también prestaba servicio al barrio de Bellavista, donde residía buena parte de la colonia británica de Riotinto. Cabe destacar que de la estación de El Valle partía un pequeño ramal que enlazaba con el complejo minero de la Corta Atalaya. Las instalaciones dejaron de prestar servicio tras la clausura al tráfico de los ramales de Riotinto, el 31 de enero de 1968, quedando abandonadas.

## La estación
La tipología constructiva de la estación está basada en elementos industrialistas y británicos, como son la sucesión de huecos verticales, las marquesinas y la cubierta a dos aguas con estructura a base de cerchas metáicas que se levantó en la zona de tránsito de viajeros. El edificio está construido con materiales tradicionales, mezclando el ladrillo con la madera y partes de metal, lo que da una combinación de coloridos y unas tonalidades características de las demás estaciones ferroviarias de la zona. El complejo ferroviario también disponía de otras instalaciones, como un almacén o un depósito de agua.